# La Mezquita (Allariz)
La Mezquita (llamada oficialmente San Vitoiro da Mezquita) es una parroquia y un lugar español del municipio de Allariz, en la provincia de Orense, Galicia.

## Toponimia
La parroquia también es conocida por los nombres de San Victorio de La Mezquita y San Vitoiro.

## Organización territorial
La parroquia está formada por siete entidades de población, constando tres de ellas en el nomenclátor del Instituto Nacional de Estadística español:
- Celeiros
- Condes
- A Coruxeira
- As Cruces
- A Pedreira
- San Vitoiro
- As Tabernas

## Demografía

### Parroquia
| Gráfica de evolución demográfica de La Mezquita (parroquia) entre 2000 y 2021 |
|                                                                               |
| Datos según el nomenclátor publicado por el INE.                              |

### Lugar
| Gráfica de evolución demográfica de San Vitoiro (lugar) entre 2000 y 2021 |
|                                                                           |
| Datos según el nomenclátor publicado por el INE.                          |